# Seututie 484
Pour les articles homonymes, voir Route 484.
La route régionale 484 (finnois : Seututie 484) est une route régionale allant de Honkavaara à Joensuu jusqu'à Rasivaara à Rääkkylä en Finlande,,.

## Présentation
La seututie 484 est une route régionale de Carélie du Nord de 28,7 kilomètres de long.
La route régionale 484 va de la jonction de la  route nationale 6 et de  route nationale 9 à Honkavaara jusqu'à Rasivaara à Rääkkylä, où elle rejoint la route régionale 482.
La route 484 traverse la ligne de Carélie, la ville d'Hammaslahti et le village de Nieminen. Il y a encore huit kilomètres entre Rasivaara et le centre municipal de Rääkkylä.

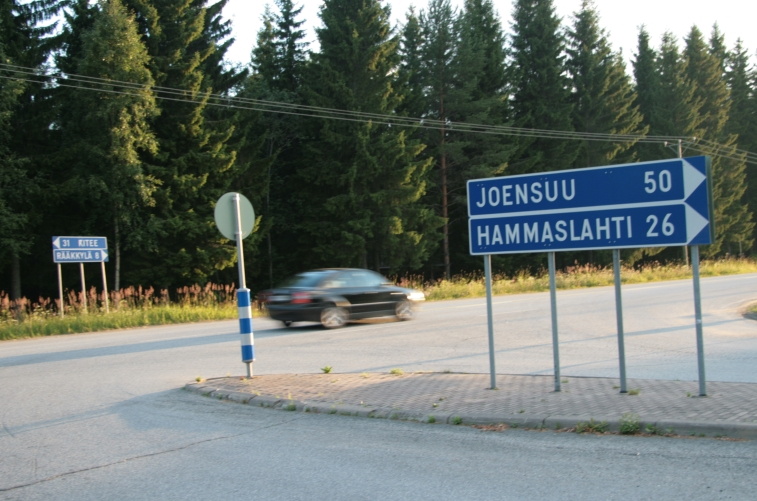
La route régionale 484.